# Astarpa
L'Astarpa è fiume dell'Anatolia occidentale menzionato in resoconti ittiti del XIV secolo a.C., e corrisponde probabilmente all'odierno fiume Meander.
Gli annali del re ittita Muršili II (1322 a.C.-1295 a.C.) registrano che nel terzo anno del suo regno ebbe luogo a Walma, nei pressi del fiume Astarpa, uno scontro fra l'esercito ittita e quello del principe Piyama-Kurunta di Arzawa, una regione geografica corrispondente all'attuale Lidia. Mursili, vittorioso, inseguì l'esercito del principe nel territorio di Apasa, l'attuale Efeso.